# Коробейніков Георгій Валерійович
Гео́ргій Вале́рійович Коробе́йніков (Коробе́йников) (нар. 5 квітня 1965, Челябінськ) — український спортивний фізіолог і психофізіолог, доктор біологічних наук, професор, академік АН вищої школи України.

## Життєпис
Георгій Коробейніков народився 5 квітня 1965 року в місті Челябінськ Челябінської області РРФСР. Закінчив Київський державний інститут фізичної культури, навчався в аспірантурі.
Кандидатську дисертацію писав на тему «Корекція процесу термінової адаптації серцево-судинної системи спортсменів в умовах напруженої м’язової діяльності» у 1992 році, а докторську дисертацію — «Вікові особливості функціональної організації основних видів діяльності людини» у 2000 році.
1991–2002 — молодший, старший та провідний науковий співробітник лабораторії професійно-трудової реабілітації Інституту геронтології АМН України.
2002–2003 — професор кафедри біології людини Національного університету фізичного виховання і спорту України.
2003–2007 — заступник директора з НДР Державного науково-дослідного інституту фізичної культури і спорту.
2007–2008 — керівник лабораторії психофізіологічної діагностики Державного науководослідного інституту фізичної культури і спорту. Науковцю присуджено звання професора кафедри біології.
2008-2015 — професор кафедри біології спорту Національного університету фізичного виховання і спорту України.
2015–2017 — професор кафедри медико-біологічних дисциплін Національного університету фізичного виховання і спорту України.
2017–2020 — завідувач кафедри біомеханіки та спортивної метрології Національного університету фізичного виховання і спорту України, з 2020 — завідувач кафедри спортивних єдиноборств та силових видів спорту Національного університету фізичного виховання і спорту України.

## Наукова діяльність
Георгій Коробейніков — учений у галузі спортивної фізіології та психофізіології, що бере участь у науково-методичному забезпеченні національних збірних команд для участі у чемпіонатах Європи, світу та Олімпійських ігор. Він веде роботу з організації наукової діяльності аспірантів, що сприяє підготовці фахівців вищої кваліфікації для цієї галузі. Його індекси Гірша: Scopus — 10, Web of Science — 7, Google Scholar — 24. Під керівництвом Коробейнікова підготовлені та захищені дванадцять робіт на здобуття наукового ступеня кандидата біологічних наук (за спеціальністю 03.00.13 — фізіологія людини) та кандидата наук з фізичного виховання і спорту (за спеціальностями 24.00.01 та 24.00.02), а також три роботи на здобуття доктора наук (за спеціальностями 03.00.13 — фізіологія людини та 24.00.01 — олімпійський і професійний спорт).

### Навчальні дисципліни
- Вікова кінезіологія рухової діяльності
- Основи кібернетики рухів
- Психомоторика людини
- Психофізіологія рухів

### Основні публікації
- Коробейников Г. В. Психофизиологические механизмы умственной деятельности человека: монографія / Г. В. Коробейников. — К. : «Український фітосоціологічний центр», 2002. — 123 с.
- Коробейников Г. В. Психофизиологическая организация деятельности человека: монографія / Г. В. Коробейніков. – К. : «Белая Церковь: БНАУ», 2008. — 137 с.
- Коробейников Г. В. Психофизиология деятельности человека: монографія. — Saarbrucken.: «LAP Lambert Academic Publishing», 2011. — 126 с.
- Коробейніков Г. В. Оцінка психофізіологічних станів у спорті / Г. В. Коробейніков, Л. Г. Коробейнікова, Ж.Л.Козіна, ХНПУ імені Сухомлинського, Харків, 2011. — 236 с.
- Коробейніков Г. В. Оцінювання психофізіологічних станів у спорті / Г. Коробейніков, Є. Приступа, Л. Коробейнікова, Ю. Бріскін. – Львів : ЛДУФК, 2013. — 312 с.

### Посібники
- Діагностика психофізіологічних станів спортсменів: методичний посібник / Г. В. Коробейніков, О. К. Дудник, Л. Д. Коняєва та ін. – К. : «Белая Церковь: БНАУ», 2008. — 64 с.
- Коробейніков Г. В. Оцінка психофізіологічних станів спорті / Г. В. Коробейніков, Л. Г. Коробейнікова, Ж.Л.Козіна, ХНПУ імені Сухомлинського, Харків, 2011. — 236 с.
- Математичні методи оброблення та моделювання результатів експериментальних досліджень: навчальний посібник / М. Ю. Антомонов, Г. В. Коробейніков, І. В. Хмельницька, Н. В. Харковлюк-Балакіна — К. : Національний університет фізичного виховання і спорту України, вид-во «Олімпійська література», 2021. — 216 с.

### Членство
- Академія наук вищої школи України за науковим відділенням біології (2015)
- Наукова комісія міжнародної федерації боротьби
- Міжнародна мережа досліджень у боротьбі
- Міжнародна асоціація спортивної кінетики
- Міжнародне наукове товариство бойових мистецтв та бойових видів спорту
- Комплексна наукова група національних збірних команд України з греко-римської, вільної, жіночої боротьби та фехтування (керівник)
- Федерація рукопашного бою України (науковий консультант)
- Редакційна колегія науково-теоретичних журналів «Наука в Олімпійському спорті», «Baltic Journal of Health and Physical Activity» (укр. Балтійський журнал про здоров'я та фізичну активність), «Teorìâ ta Metodika Fìzičnogo Vihovannâ» (укр. Теорія та методика фізичного виховання), «The International Journal of Wrestling Science» (укр. Міжнародний журнал про науку боротьби)

## Нагороди
- Почесний працівник фізичної культури і спорту (2008)
- Почесна відзнака Федерації рукопашного бою України (2010)
- Почесна грамота комісії Верховної Ради України з питань фізичної культури і спорту (2011)
- Подяка Національного олімпійського комітету України (2013)
- Подяка федерації греко-римської боротьби (2015)
- Почесний знак «За заслуги» (2015)
- Почесна грамота Міністерства молоді та спорту України (2019)
- Заслужений діяч науки і техніки України (2021)